# Strukturalizm w badaniach literackich
Strukturalizm – kierunek badań literaturoznawczych wywodzący się z teorii językoznawczych Ferdinanda de Saussure'a oraz teorii fonologicznej Nikołaja Trubieckoja, a rozwijający się pod wpływem antropologii Claude’a Lévi-Straussa. Podstawowym celem strukturalizmu było stworzenie ścisłej, naukowej metody badania literatury i jej cech uniwersalnych, a w centrum zainteresowań badawczych znajdowała się wewnętrzna organizacja języka literackiego i jego właściwości systemowe, nie zaś poszczególne utwory literackie. 
Za początek strukturalizmu uznaje się datę wydania Kursu językoznawstwa ogólnego de Saussure'a (1916 r.). Rok 1966 jest przez badaczy wymieniany jednocześnie jako szczyt rozwoju i umowny początek kryzysu tego kierunku, a w konsekwencji pojawienie się opozycyjnego dla niego kierunku metodologicznego – poststrukturalizmu. Jednak jeszcze w latach 80. na gruncie strukturalizmu pojawiały się ważne prace teoretyczne.
Metodologia ta nie była stosowana w literaturoznawstwie angielskim ani amerykańskim.

## Najważniejsze założenia strukturalizmu
- Najważniejszą cechą utworu literackiego, rozumianego jako typ wypowiedzi językowej, jest dominacja funkcji estetycznej. Funkcja ta powoduje swoiste i tylko jej służące uporządkowanie elementów na wszystkich poziomach takiej wypowiedzi.
- Dzieło literackie jest zorganizowanym systemem. Wszystkie, nawet najdrobniejsze, elementy tego systemu są nacechowane znaczeniowo.
- Każdy utwór należy interpretować odnosząc go do języka ogólnego, a zwłaszcza jego rejestru literackiego, oraz do tradycji literackiej.
- Przy interpretowaniu utworu literackiego należy wziąć pod uwagę osobę twórcy tego dzieła i osobę jego odbiorcy.
- Zadaniem badacza literatury jest opis struktury danego utworu literackiego i powiązanie jej z procesami historycznoliterackimi[3].
- Nie istnieje opozycja formy i treści – te składniki dzieła literackiego są powiązane i wzajemnie się warunkujące[2].

## Wybrane szkoły strukturalne

### Praska Szkoła Strukturalna
Była to pierwsza szkoła, która korzystała z założeń strukturalizmu. Jej celem było przystosowanie i wykorzystanie koncepcji de Saussure'a w badaniach literackich. W centrum zainteresowań związanych z tą szkołą badaczy znajdowały się różnice i podobieństwa zachodzące pomiędzy językiem poetyckim a językiem ogólnym. Za istotny wyróżnik języka poetyckiego uznali autoteliczność – osłabienie związków z rzeczywistością pozajęzykową i zwiększenie znaczenia samego znaku językowego. Inną jego cechą miała być również jego zdolność do aktualizacji różnych elementów języka, które nie są tak istotne w zwykłej komunikacji językowej, np. onomatopeja uwydatnia fonologiczny poziom systemu językowego. Wskazywali również na to, że od strony funkcjonalnej, język poetycki charakteryzuje się dominacją szczególnej dla siebie funkcji. Jan Mukařovský nazywał ją funkcją estetyczną, natomiast Roman Jakobson – funkcją poetycką. Funkcja ta miała według nich wchodzić w rozmaite relacje z pozostałymi funkcjami wypowiedzi językowej np. funkcją informacyjną lub impresywną. Badacze Praskiej Szkoły Strukturalnej zwracali również uwagę na konieczność rozpatrywania utworu literackiego w jego aspekcie komunikacyjnym, a więc na dynamikę relacji pomiędzy nadawcą, odbiorcą i kontekstem wypowiedzi. Próbowali również ustanowić naukowe zasady badania historii literatury. 

### Szkoła narratologii francuskiej
Z tą odmianą strukturalizmu związani byli m.in. Roland Barthes, Claude Brémond, Tzvetan Todorov, Algirdas J. Gremais. Korzystając z teorii antropologicznych Levi–Straussa, badaniami folklorysty Władimira Proppa oraz dokonaniami strukturalizmu językoznawczego planowali poprzez strukturalną analizę opowiadań opracować gramatykę opowiadań (reguły rządzące powstawaniem wszelkich opowiadań), a w końcu – gramatykę całej literatury (modele wytwarzania wszelkich wytworów literackich), uniwersalny język literatury. Prowadzić miało do tego wyodrębnienie podstawowych elementarnych struktur w niej zawartych.
Za manifest francuskiej szkoły narratologicznej uznaje się ósmy numer czasopisma Communications wydany w 1966 r. w Paryżu.  Jego publikacja jest też określana jako szczytowy moment rozwoju powojennego strukturalizmu.

### Polska szkoła teorii komunikacji literackiej
Ten nurt badań tworzyli m.in.: Janusz Sławiński, Aleksandra Okopień-Sławińska, Michał Głowiński, Edward Balcerzan, Kazimierz Bartoszyński. W centrum zainteresowań badaczy tej szkoły znajdowała się sytuacja komunikacyjna zachodząca w dziele literackim, a więc relacja pomiędzy nadawcą a odbiorcą tego dzieła. Zajmowali się więc obrazem nadawcy w tekście, projektowanym odbiorcą dzieła, wszelkimi zawartymi w tekście odautorskimi sygnałami i dyrektywami, dotyczącymi odbioru dzieła, publicznością literacką.

## Krytyka strukturalizmu i poststrukturalizm
W latach sześćdziesiątych coraz częściej zaczęły pojawiać się głosy sprzeciwu wobec ortodoksyjnego strukturalizmu. Doceniano jego znaczenie dla odejścia od pozytywistycznego genetyzmu, ale zarzucano mu, że formalizuje wiedzę o literaturze oraz nie jest odpowiedni do badania wielu zjawisk, ponieważ podstawowe narzędzie strukturalizmu – teoria językoznawcza de Saussure'a – nie jest całkowicie adekwatne do badania tekstów literackich. Negowano też możliwość zastosowania środków właściwych naukom ścisłym w naukach humanistycznych oraz oskarżano strukturalistów o podważanie roli indywidualizmu i kreacji. Nurt krytyczny i rewizjonistyczny wobec strukturalizmu, próbujący przekroczyć jego ograniczenia, nazywano początkowo „drugim strukturalizmem” lub „strukturalizmem krytycznym”. Później przyjęło się określenie „poststrukturalizm”, jednak pojawiały się także inne nazwy, takie jak: „superstrukturalizm”, „neostrukturalizm”, „parastrukturalizm”, „hiperstrukturalizm”, „ultrastrukturalizm”, „anty–strukturalizm” itp.